# Quả cầu than
Quả cầu than là dạng kết hạch của những sinh vật có chứa nhiều calci. Vật thể này thường có hình dạng từ gần như hình cầu tới các phiến gần như phẳng. Cầu than hình thành cách đây khoảng 300 triệu năm, trong các đầm lầy và bãi bùn của kỷ Cacbon. Chúng là dạng đặc biệt của các vật chất hữu cơ được bảo tồn, những dạng này giúp các nhà khoa học nghiên cứu các điều kiện địa chất trong quá khứ của Trái Đất.
Năm 1855, hai nhà khoa học Anh là Joseph Dalton Hooker và Edward William Binney đã phát hiện ra các quả cầu than ở Anh Quốc, và nghiên cứu đầu tiên về các quả cầu than này đã được tiến hành ở châu Âu. Mãi đến năm 1922 các quả cầu than được phát hiện và nhận dạng ở Bắc Mỹ. Từ đó, các quả cầu than đã được phát hiện ở những quốc gia khác và giúp các nhà khoa học phát hiện ra hơn 300 loài và 130 chi.
Các quả cầu than có thể được tìm thấy trong các vỉa than khắp Bắc Mỹ và Á-Âu. Ở Bắc Mỹ, chúng tương đối phổ biến về mặt địa tầng và địa chất so với ở châu Âu. Các quả cầu than được tìm thấy lâu đời nhất là ở Đức và Tiệp Khắc trước đây.

## Phát hiện và thành tạo

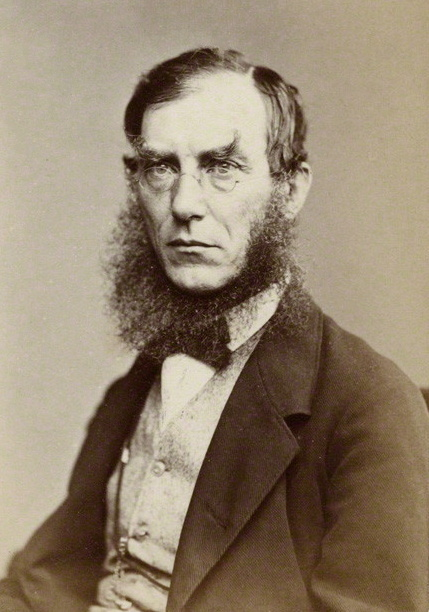
Sir Joseph Dalton Hooker, người cùng với Edward William Binney đã đưa ra báo cáo đầu tiên về các quả cầu than.

Năm 1855, Joseph Dalton Hooker và Edward William Binney là những người phát hiện đầu tiên về quả cầu than trong các vỉa than của Yorkshire và Lancashire, Anh. Các nhà khoa học châu Âu đã tiến hành nhiều công trình nghiên cứu trước đây về vấn đề này. Các quả cầu than ở Bắc Mỹ được tìm thấy trong các mỏ than từ thập niên 1890, mặc dù sự liên hệ với các quả cầu than ở châu Âu không được tiến hành mãi cho đến khi Adolph Carl Noé (quả cầu của ông thực chất được Gilbert Cady tìm thấy) thực hiện việc này vào năm 1922.
Hooker và Binney tin rằng các quả cầu than được hình thành tại chỗ (in situ) – các vật chất hữu cơ tích tụ chầm chậm gần một đầm lầy than và bị khoáng hóa vĩnh cửu, là một quá trình hóa thạch trong đó các tích tụ khoáng vật thấm qua vật chất hữu cơ và tạo thành khuôn đúc bên trong của sinh vật. Nước chứa hàm lượng khoáng vật hòa tan cao bị chôn vùi cùng với các vật chất thực vật trong đầm lầy than bùn. Khi các ion hòa tan kết tinh, vật chất khoáng vật cũng kết tủa. Quá trình này tạo ra các kết hạch chứa các vật liệu thực vật để hình thành và bảo tồn ở dạng các cục đá hình tròn. Quá trình than hóa bị ngăn cản, do đó than bùn đã được bảo tồn và cuối cùng trở thành những quả cầu than. Phần lớn các quả cầu than được tìm thấy trong các vỉa than bitum và anthracit, ở những nơi mà than bùn không bị nén ép đủ để biến đổi vật liệu này thành than đá.
Bên cạnh các phân tích của Besides Hooker và Binney, Marie Stopes và David Watson cũng đã phân tích các mẫu quả cầu than của họ. Họ cũng kết luận rằng các quả cầu than được hình thành tại chỗ, nhưng cần có thêm sự tương tác với môi trường biển.

### Thành phần

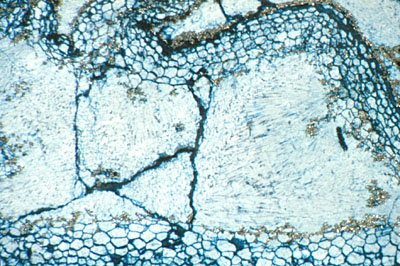
Calcit và microdolomit là các nguyên liệu phổ biến được tìm thấy trong các quả cầu than.

Mặc dù nó có tên là than nhưng các quả cầu này không phải được hình thành từ than (chúng không thể cháy và không thể dùng làm nhiên liệu), thay vào đó là các sinh vật bị hóa thạch giàu calci, hầu hết chúng chứa calci cacbonat và magie cacbonat, pyrit sắt, silica. Các quả cầu than thường có kích thước bằng bàn tay của người đàn ông, mặc dù kích thước của chúng có phạm vi khá rộng từ kích thước của hạt óc chó đến dạng khối khoảng 3 feet.
Các quả cầu than thường chứa microdolomit, một sản phẩm của aragonit, và khối vật chất hữu cơ ở nhiều giai đoạn phân hủy khác nhau. Hooker và Binney đã phân tích một mẫu quả cầu than thấy rằng "thiếu gỗ tùng bách;... và lá dương xỉ", và vật liệu thực vật được phát hiện "thể hiện như chúng rơi từ các thực vật tạo ra chúng".
Năm 1962, Sergius Mamay và Ellis Yochelson phát hiện ra các dấu vết của các động vật biển còn sót lại trong các quả cầu than ở Bắc Mỹ.

## Bảo tồn
Chất lượng bảo tồn các quả cầu than thay đổi từ không có bảo tồn đến điểm có thể phân tích cấu trúc tế bào. Một số quả cầu than được tìm thấy chứa các lông tơ của rễ được bảo tồn, và được miêu tả là "ít nhiều được bảo tồn tốt" và chứa "không phải những gì từng là thực vật - và là thực vật", trong khi những mẫu khác đã được miêu tả là "chứa hầu hết các vật chất còn sót lại của thực vật không được bảo tồn. Các quả cầu than với hàm lượng được bảo tồn tốt đã được sử dụng để phân tích sự phân bố địa lý của thảm thực vật chứa trong nó, cung cấp bằng chứng rằng thực vật Ukraina và Oklahoma của vành đai nhiệt đới là như nhau.
Ba yếu tố quyết định nên chất lượng vật chất được bảo tồn trong một quả cầu than là: thành phần khoáng vật, tốc độ của quá trình chôn vùi, và mức độ nén ép trước khi trải qua quá trình hóa thạch. Nhìn chung, các quả cầu than tạo ra từ những vật liệu còn sót lại bị chôn vùi nhanh ít phân hủy và áp suất thì được bảo tồn tốt hơn, mặc dù thực vật còn sót lại trong hầu hết các quả cầu than luôn thể hiện các dấu hiệu khác nhau về sự phân rã và phát hủy. Các quả cầu than chứa một lượng sắt sulphua nhất định có sự bảo tồn thấp hơn các quả cầu than bị khoáng hóa vĩnh cửu bằng magnesi hay calci cacbonat.

## Phân bố
Các quả cầu than được tìm thấy đầu tiên ở Anh, và sau đó là những nơi khác của Á-Âu, bao gồm Bỉ, Hà Lan, Czechoslovakia cũ, Đức, Liên Xô, và gần đây là Trung Quốc. Chúng cũng được phát hiện ở Bắc Mỹ, so với châu Âu thì chúng tương đối rộng rãi; ở Bắc Mỹ, các quả cầu than được tìm thấy trong bồn trũng Illinois qua Ohio đến vùng Appalachia, với tuổi biến đổi từ tầng Stephan muộn (khoảng 304-299) đến cuối tầng Westphalia muộn (313 - 304 triệu năm). Các quả cầu than ở châu Âu thường có tuổi cuối tầng Westphalia muộn. Nhìn chung tuổi của các quả cầu than nằm trong khoảng từ kỷ Permi (299-251 triệu năm) đến Carbon muộn (Kasimov-Gzhel), mặc dù các quả cầu than cổ nhất có tuổi Namur sớm (326-313 triệu năm) và được phát hiện ở Đức và Czechoslovakia cũ.

## Phân tích
Mẫu lát mỏng đầu tiên đã được dùng để phân tích vật liệu hóa thạch của quả cầu than do Hooker và Binney thực hiện.
Nhiễu xạ bột tia X cũng đã được dùng để phân tích các quả cầu than. Trong phương pháp này, các tia X có bước sóng cho trước được chiếu vào mẫu để xem xét cấu trúc của nó. Kết quả thông tin nhận được là cấu trúc tinh thể, thành phần hóa học, và tính chất vật lý của mẫu xét nghiệm. Cường độ tán xạ tia X được quan sát và phân tích để thu thập các thông tin về góc tới và tán xạ, sự phân cực, và bước sóng hay năng lượng.